# Glutamin—scilo-inozitol transaminaza
Glutamin—scilo-inozitol transaminaza (EC 2.6.1.50, glutamin scilo-inozna aminotransferaza, L-glutamin-keto-scilo-inozitolna aminotransferaza, glutamin-scilo-inozna transaminaza, L-glutamin-scilo-inozna transaminaza) je enzim sa sistematskim imenom L-glutamin:2,4,6/3,5-pentahidroksicikloheksanon aminotransferaza. Ovaj enzim katalizuje sledeću hemijsku reakciju
-glutamin + 2,4,6/3,5-pentahidroksicikloheksanon {\displaystyle \rightleftharpoons } 2-oksoglutaramat + 1-amino-1-dezoksi-scilo-inozitol
Ovaj enzim je piridoksal-fosfatni protein.

## Literatura
- Nicholas C. Price; Lewis Stevens (1999). Fundamentals of Enzymology: The Cell and Molecular Biology of Catalytic Proteins (Third изд.). USA: Oxford University Press. ISBN 019850229X.
- Eric J. Toone (2006). Advances in Enzymology and Related Areas of Molecular Biology, Protein Evolution (Volume 75 изд.). Wiley-Interscience. ISBN 0471205036.
- Branden C; Tooze J. Introduction to Protein Structure. New York, NY: Garland Publishing. ISBN 0-8153-2305-0.
- Irwin H. Segel. Enzyme Kinetics: Behavior and Analysis of Rapid Equilibrium and Steady-State Enzyme Systems (Book 44 изд.). Wiley Classics Library. ISBN 0471303097.

## Spoljašnje veze
- Glutamine---scyllo-inositol+transaminase на 